# El gato y el violín
El gato y el violín (The Cat and the Fiddle en V.O) es una película musical de 1934 dirigida por William K. Howard y basada en la obra homónima de Broadway de 1931 de Jerome Kern y Otto A. Harchbach. La película está protagonizada por Ramón Novarro y Jeanette MacDonald y el argumento se centra en el romance entre un compositor y una cantante.
El film fue filmado en [entonces novedoso] proceso technicolor, método utilizado previamente en cortometrajes animados de Walt Disney como Flowers and Trees.

## Reparto
- Ramón Novarro es Victor Florescu.
- Jeanette MacDonald es Shirley Sheridan.
- Frank Morgan es Jules Daudet.
- Charles Butterworth es Charles.
- Jean Hersholt es Pr. Bertier
- Vivienne Segal es Odette Brieux.
- Frank Conroy es el dueño del teatro.
- Henry Armetta es Taxista.
- Adrienne D'Ambricourt es la portera.
- Joseph Cawthorn es Rodolphe 'Rudy' Brieux.